# Покровский, Серафим Александрович
Серафи́м Алекса́ндрович Покро́вский (1905, Тула —1973) — советский публицист и историк права, кандидат юридических наук.

## Биография
Происхождение — из почетных граждан или дворян. В 1921 году окончил школу 2-й ступени. Учился в Петроградском университете с перерывами, в 1929 году окончил факультет педагогических наук. С 1924 года преподаватель Пензенского университета, с 1928 года — Ленинградского института гражданских инженеров.
Член ВКП(б) с 1927 года. В мае — июне 1927 года полемизировал путем публичной переписки с И. Сталиным по историко-революционным вопросам. Сталин в ответном письме определил Покровского как «самовлюбленного нахала». В 1929—1930 годах печатался в журнале Ленинградского ОК ВКП(б) «Партработник», преподавал ленинизм в ленинградских вузах (ЛЭТИ и др.). Руководил кафедрой ленинизма в Ленинградском текстильном институте наркомата легкой промышленности. Автор популярных книг на актуальные политические темы. С 16 февраля 1932 года ученый секретарь Высших библиотечных курсов Публичной библиотеки им. М. Е. Салтыкова-Щедрина в Ленинграде. 17 февраля 1933 освобожден от обязанностей ученого секретаря курсов и переведен на должность консультанта КБС и главного библиотекаря. В период работы в Публичной библиотеке по совместительству был профессором Электротехнического института.
19 января 1934 года был арестован. Обвинялся по ст. 58 п. 11 УК РСФСР как активный член антипартийной группы, проводившей контрреволюционную агитацию и пропаганду. 3 марта 1934 года ОСО при Коллегии ОГПУ был выслан в Уфу сроком на 3 года. Исключён из ВКП(б).
В январе 1937 года вышел из ссылки, поселился в Москве. В 1938 году профессор Всесоюзной академии внешней торговли. С конца 1930-х годов сотрудничал в журналах «Советское государство и право», «Вопросы истории», «История СССР». С этого времени занялся историей права. Постоянно демонстрировал повышенную идейную бдительность, конфликтовал с С. В. Юшковым и И. Д. Левиным. Историк А. А. Зимин называл его в своих воспоминаниях «гангстером пера» и «подонком». Его неоднократно обвиняли в доносительстве.
С 1942 года — научный сотрудник Института права АН СССР. С 1946 года кандидат юридических наук (диссертация — «Абсолютная монархия в России XVIII века»).
«Покровский был человеком очень ярких дарований и большой эрудиции. Он был не только талантливым ученым, но и отличным собеседником, прекрасно знавшим и понимавшим поэзию, музыку, живопись. Внешне Покровский удивительно похож был на Достоевского. Он всячески подчеркивал это сходство: отрастил небольшую бородку клином, одевался зимой в стилизованные под моду XIX века тяжелую шубу на меху с бобровым воротником и бобровую высокую шапку».
В начале 1950-х годов Покровский сыграл роковую роль в судьбе выпускника аспирантуры Института права Валентина Лифшица. Расположив к себе Лифшица, он спровоцировал его на резкие антисоветские высказывания, о чём донес в органы. По воспоминаниям адвоката Дины Каминской, «Валентин Лифшиц был арестован и осужден к расстрелу за покушение на Сталина. <…> Валя блестяще защитил диссертацию, но при Институте права оставлен не был. Он получил более чем скромное назначение в филиал Всесоюзного заочного юридического института в город Горький. <…> в самом начале 1952 года, Валю арестовали. Это произошло в Горьком, где он жил один, и никто не видел ордера на его арест, никто не знал, за что он арестован. <…> В последних числах декабря 1952 года начался суд над Валей. Его судил военный трибунал, что уже свидетельствовало о тяжести обвинения. Судебное разбирательство проходило при закрытых дверях (в зал не была допущена даже Валина мать) и без участия адвоката. Поэтому мы знали только то, что в трибунал вызваны были всего два свидетеля: молодая женщина, с которой Валя познакомился в Горьком и которая была его невестой, и Покровский. Приговор был оглашен 31 декабря 1952 года — Валя был осужден за покушение на Сталина к высшей мере наказания — расстрелу.<…> Действительные обстоятельства Валиного дела мы узнали лишь три года спустя — после XX съезда партии — от московского адвоката Г., который вел дело о посмертной Валиной реабилитации. От него мы узнали и о роли, которую сыграл в нём Серафим Покровский. Мы узнали, что Валина невеста Настя давала совершенно безупречные показания, а единственным свидетелем обвинения был Серафим Покровский. Узнали, что на его показаниях основывалось страшное обвинение в покушении на террористический акт на Сталина. Покровский утверждал, что в разговорах с ним Валя желал Сталину скорейшей смерти. (Этого в те годы было совершенно достаточно, чтобы осудить человека за покушение на террористический акт.) Но это было не самым страшным из того, что мы узнали о роли Серафима в Валиной судьбе. Покровский, оказывается, был не просто доносчиком, предавшим доверившегося друга, но и провокатором, сфабриковавшим по заданию КГБ фальшивые доказательства». Впоследствии Лифшиц был реабилитирован, а дело Покровского после ХХ съезда КПСС по настоянию матери Лифшица разбирал Комитет партийного контроля МК КПСС. «Серафим признал там, что вел с Валей провокационные разговоры и что письмо в ЦК было сфабриковано и послано им. Но объяснил, что делал это по прямому указанию органов госбезопасности и видел в этом свою гражданскую и партийную обязанность. И Комитет партийного контроля при Московском комитете партии разделил его точку зрения, признав, что он действовал согласно долгу коммуниста». Дина Каминская утверждает, что провокация Покровского должна была положить начало делу юристов-вредителей в рамках кампании борьбы с космополитизмом, однако стойкость Лифшица на допросах помешала быстро подготовить дело, главными обвиняемыми на котором должны были стать его учителя, члены-корреспонденты Академии наук Арон Трайнин и Михаил Строгович.
Автор многочисленных научных трудов в области истории политических учений. В работах 1950-х годов обращал внимание в основном на революционно-демократическое направление в русской мысли, однако призывал разделять позицию реакционного официоза и позицию русских либералов, что для советской науки было внове.
Реабилитирован 3 августа 1956 года постановлением президиума Ленгорсуда, в КПСС не восстановлен. В начале 1970-х годов — доцент Всесоюзного юридического заочного института.

## Сочинения
- Вопросы китайской революции. Л., 1927
- Троцкизм прежде и теперь. [Л.], 1927
- Аграрно-крестьянский вопрос. [Л.], 1929
- Вопросы сельского хозяйства на XVI партконференции. [Л.], 1929
- Теория пролетарской революции. Л., 1930
- О нэпе и новом этапе. [Л.], 1931
- Ленин и крестьянство. М.; Л., 1934
- Салическая правда и ее сходство с Русской правдой // Советское государство. – 1936. – № 5. – С. 105–114
- Как профессор Юшков «защищается» от критики // Советское государство и право. - 1941. – № 2. – С. 154–160
- Неонорманистская концепция образования русского государства // Советское государство и право.- 1946.- № 1. - С.84-88
- О наследственном праве древнерусских смердов // Советское государство и право. – 1946. – № 3–4. – С. 56–65
- Москва – центр русского государства // Советское государство и право. – 1947. – № 8. – С. 6–11
- Внешняя торговля и внешняя торговая политика России. М., 1947
- Государственно-правовые взгляды Н.Г. Чернышевского. М., 1948
- Политические и правовые взгляды Чернышевского и Добролюбова. М., 1952
- Политические и правовые взгляды С.Е. Десницкого. М., 1955
- Государственно-правовые взгляды Радищева. М., 1956
- О принципиальных ошибках в освещении истории русской общественно-политической мысли // Вопросы истории. 1956. №6. С. 132-142 (в соавт. с С.В. Папаригопуло)
- Фальсификация истории русской политической мысли в современной реакционной буржуазной литературе. М., 1957
- Государство в период развернутого строительства коммунизма. М., 1959 (в соавт. с П.С. Ромашкиным)
- История государства и права СССР. Ч.1: [Учебник для сред. юрид. школ] / Под ред. С.А. Покровского. - М.: Госюриздат, 1959
- Критика буржуазно-реформистских и ревизионистских теорий в вопросах государства и права: [Сборник статей] / Под ред. С.А. Покровского ; Ин-т права Акад. наук СССР им. А.Я. Вышинского. - М.: Госюриздат, 1960